# EPrints
EPrints es un paquete de software libre y de código abierto para crear repositorios de acceso abierto que cumplen con el Protocolo de Iniciativa de Archivos Abiertos para la Recolección de Metadatos . Comparte muchas de las características que se ven comúnmente en los sistemas de administración de documentos, pero se usa principalmente para repositorios institucionales y revistas científicas. EPrints se ha desarrollado en la Escuela de Electrónica y Ciencias de la Computación de la Universidad de Southampton y se ha publicado bajo una licencia GPL.
El software EPrints no debe confundirse con "Eprints " (o "e-prints"), que son preprints (antes de la revisión por pares) y postprints (después de la revisión por pares), de artículos de revistas de investigación. 

## Historia
EPrints se creó en 2000 como resultado directo de la reunión de Santa Fe de 1999 que lanzó lo que eventualmente se convirtió en OAI-PMH . 
El software EPrints fue recibido con entusiasmo y se convirtió en el primero y uno de los software de repositorio institucional de acceso abierto más ampliamente utilizado.
La versión 3 del software se lanzó oficialmente el 24 de enero de 2007 en la Conferencia Open Repositories 2007 y fue descrita por sus desarrolladores como "un gran avance en la funcionalidad, que otorga aún más control y flexibilidad a los administradores de depósitos, depositantes, investigadores y administradores técnicos".

## Tecnología
EPrints es una aplicación web y de línea de comandos basada en la arquitectura LAMP (pero está escrita en Perl en lugar de PHP). Se ha ejecutado con éxito en Linux, Solaris y Mac OS X. Se lanzó una versión para Microsoft Windows el 17 de mayo de 2010.
La versión 3 del software introdujo una arquitectura de plugin (basada en Perl) para importar y exportar datos, convertir objetos (para indexación de motores de búsqueda) y widgets de interfaz de usuario. 
La configuración de un repositorio de EPrints implica la modificación de los archivos de configuración escritos en Perl o XML . La apariencia de un repositorio está controlada por plantillas HTML, hojas de estilo CSS e imágenes en línea. Si bien EPrints se envía con una traducción al inglés, se ha traducido a otros idiomas a través de archivos de frases XML específicos del idioma (redistribuibles). Las traducciones existentes incluyen búlgaro, francés, alemán, húngaro, italiano, japonés, ruso, español y ucraniano.